# Louis Nicolas Vauquelin
Louis Nicolas Vauquelin (16. května 1763 – 14. listopadu 1829) byl francouzský farmaceut a chemik.

## Život
Vauquelin se narodil v Normandii. První zkušenost s chemií získal jako laborant v lékárně v Rouenu (1777-1779), a později se dostal do laboratoře A.F. Fourcroye, kde pracoval jako asistent v letech 1783 až 1791.
Poté se přestěhoval do Paříže, kde se stal laboratorním asistentem v Jardin du Roi. V roce 1791 se stal členem Akademie věd a pomáhal s vydáváním časopisu Annales de chimie. V roce 1798 ze smaragdu izoloval a poprvé popsal beryllium.
Od roku 1809 působil jako profesor na Pařížské univerzitě.
Zemřel roku 1829 při návštěvě svého rodného města.

## Výzkum
Publikovat pod svým jménem začal v roce 1790 a od té doby vydal 376 článků. Velká část těchto článků popisuje pracné analytické operace. Jeho jméno je spojováno s objevem dvou prvků, beryllia v roce 1798 a chromu v roce 1797, který izoloval z rudy olova ze Sibiře.